# Zhejiangopterus
Zhejiangopterus byl rod azdarchidního pterodaktyloidního ptakoještěra, který žil v období pozdní křídy na území dnešní Číny.

## Paleobiologie
Zhejiangopterus byl veliký pterosaurus s délkou těla asi 1,1 metru a rozpětím křídel přesahujícím 5 metrů. Lebka tohoto druhu byla dlouhá, nízká a přesně klenutá. Postrádala jakýkoliv hřeben, typický například u rodu Pteranodon. Na lebce splynuly otvory v jediné velké "okno". Zobák byl bezzubý, dlouhý a úzký, vybíhal v ostrou špici.
Podle některých odhadů dokázali tito ptakoještěři urazit ohromné vzdálenosti. Například zástupci blízce příbuzného rodu Quetzalcoatlus zvládli pravděpodobně přeletět v rozmezí 7 až 10 dní na vzdálenost kolem 16 000 kilometrů, a to jen s relativně malým výdejem energie.